# Jindřich Krištof Hataš
Jindřich Krištof Hataš, německy Heinrich Christoph Hataš, též Hattasch, Hatas, (1739 Gotha nebo Vysoké Mýto - po roce 1808 Hamburk, Německo) byl houslista a skladatel působící v 18. století v Německu.

## Život
Byl synem českého houslisty a skladatele Dismase Hataše a zpěvačky Anny Františky Hatašové rozené Bendové. Počáteční hudební vzdělání mu poskytl jeho otec, koncertní mistr na dvoře vévody Sachsen-Gotha-Altenburg.
V roce 1778 byl prvním houslistou divadelního orchestru Friedricha Ludwiga Schrödera v Hamburku. Je autorem tří singspielů, německých zpěvoher.
Není ověřeno, zda se nejedná o hudebního ředitele divadelní skupiny Johanna Josepha von Brunian v severním Německu, označovaného jako Hattasch junior,.

## Dílo
- Der Barbier von Bagdad, (Lazebník z Bagdadu), ztraceno
- Der ehrliche Schweizer, (Poctivý Švýcar), ztraceno
- Helva und Zelinde též Helva und Zelime, (Hamburk 1796)